# Salgueiros (Dumbría)
Salgueiros (llamada oficialmente San Mamede de Salgueiros) es una parroquia y una aldea española del municipio de Dumbría, en la provincia de La Coruña, Galicia.

## Otras denominaciones
La parroquia también es conocida por el nombre de San Mamed de Salgueiros.O simplemente Salgueiros.

## Iglesia
Construida en el s. XVIII, de estilo Barroco. Tiene una nave de planta de cruz latina con una capilla mayor cuadrangular. En el punto de unión de la nave con la capilla mayor destacan dos capillas que forman el brazo del crucero. La sacristía está pegada al brazo norte del presbiterio. La capilla mayor, de cantería, se cubre con una cúpula de media naranja sobre pendientes que permiten pasar de la sección cuadrada del presbiterio a la circular de la bóveda. Un gran arco triunfal separa este espacio litúrgico de la nave, con una pequeña tribuna de madera a sus pies. La torre de las campanas posee dos cuerpos, el primero formado por las campanas y el segundo por una pequeña cúpula finalizada en pináculo. La decoración es la base de placas siguiendo la tipología del campanario compostelano de San Fiz de Solovio. Las fornelas rematadas con una vieira hacen que esta sea una iglesia diferente a las de la zona.

## Entidades de población
Entidades de población que forman parte de la parroquia:
- Altamaña (Altalamaña)
- Bustelo
- Cernado
- Gerpe (Xerpe)
- Pazo
- Piñeiros
- Rebordelo
- Salgueiros
- Senra (A Senra)

## Despoblado
Despoblado que forma parte de la parroquia:
- Prado

## Demografía

### Parroquia
| Gráfica de evolución demográfica de Salgueiros (parroquia) entre 2000 y 2019 |
|                                                                              |
| Datos según el nomenclátor publicado por el INE.                             |

### Aldea
| Gráfica de evolución demográfica de Salgueiros (aldea) entre 2000 y 2019 |
|                                                                          |
| Datos según el nomenclátor publicado por el INE.                         |